# Morris’s Disappearing Bag
Morris’s Disappearing Bag ist ein Bilderbuch der US-amerikanischen Autorin und Illustratorin Rosemary Wells, das 1975 beim Verlag Dial Press veröffentlicht wurde.

## Inhalt
Es ist Weihnachten. Das jüngste Hasenkind Morris und seine drei älteren Geschwisterhasen Victor, Rose und Betty stürmen zum Christbaum, um ihre Geschenke zu öffnen. Victor bekommt eine Eishockey-Ausrüstung, Betty ein Schmink-Set, Betty einen Chemie-Experimentierbaukasten und Morris einen Teddybären. Die Hasenkinder spielen den ganzen Tag mit ihren Geschenken. Die älteren Geschwister tauschen schließlich ihre Präsente und spielen mit den Sachen der anderen, während niemand Morris’ Teddybären möchte, denn für die Geschenke der älteren Geschwister sei er noch zu klein. Mama und Papa Hase versuchen Morris aufzumuntern, doch er ist traurig, hat keine Lust auf sein Abendessen und setzt sich schmollend unter den Christbaum. Da entdeckt er unter diesem noch ein Geschenk und als er es öffnet, kommt ein Verschwinde-Beutel zum Vorschein. Dieser ermöglicht es einem, unsichtbar zu werden, indem man in ihn hineinkriecht. Morris probiert den Beutel sogleich aus und hat jede Menge Spaß daran, dass ihn seine Geschwister nicht mehr finden können. Als er schließlich aus dem Verschwinde-Beutel hervorkommt, wollen seine älteren Geschwister diesen ebenfalls ausprobieren. Und so darf Morris im Gegenzug dann doch noch mit den Geschenken von Victor, Betty und Rose spielen. Morris ist überglücklich und als es Schlafenszeit ist, liegt er bereits selig schlafend mit seinem Teddybären in seinem Bettchen.

## Rezeption
Clive Barnes schreibt in seiner Buchrezension: „Illustrationen und Text erkunden das Kräftespiel innerhalb einer Familie und machen Kindern Mut, Konflikte und Frust mit Humor und Abstand zu betrachten. Der ‚Verschwinde-Beutel‘ ist eine geniale Idee, die lustige Illustrationen von verschwindenden und wieder auftauchenden Hasen hervorbringt. Kindern macht es Spaß, die Bilder nach Ohren und Stummelschwanz des ansonsten unsichtbaren Morris zu durchsuchen.“ Der Chicago Tribune bezeichnet die Geschichte als „eine der besten“ und Children's Literature schreibt: „Wells hat Morris' Disappearing Bag mit ihrem charakteristischen warmen Sinn für Humor geschrieben und illustriert. Ihr rhythmischer Satzbau, das überraschende Ende und die ausdrucksstarken Charaktere werden Leser aller Altersgruppen begeistern.“ Das School Library Journal befindet über das Buch: „Rosemary Wells hat ein Händchen dafür, den Ausdruck, die Emotionen und die Erfahrungen junger Kinder einzufangen, und Morris’s Disappering Bag zeigt all diese Talente […] Rivalität unter Geschwistern, Teilen, Weihnachtsgeschenke und Magie – alles in einem Buch verpackt, mit Morris als perfektem Star für eine Weihnachtslektüre.“

## Auszeichnungen
Morris’s Disappearing Bag wurde von der American Library Association als Bedeutendes Kinderbuch ausgezeichnet und vom School Library Journal 1975 unter die Besten Bücher des Jahres gewählt.

## Referenzen
Morris’s Disappearing Bag ist in dem literarischen Nachschlagewerk 1001 Kinder- und Jugendbücher – Lies uns, bevor Du erwachsen bist! für die Altersstufe 3+ Jahre enthalten.

## Ausgaben
- Morris’s Disappearing Bag. Dial Press, USA 1975 (englisch).

## Adaptionen
1982 wurde Morris’s Disappearing Bag als siebenminütiger Animations-Kurzfilm unter der Regie von Michael Sporn verfilmt.